# Ada (Heilige)
Ada (auch Adrehildis; † vermutlich an einem 4. Dezember nach 692) war eine Äbtissin des Klosters von Saint-Julien des Prés in Le Mans. 
Die Nichte des heiligen Engelbert wuchs in einem frommen Haushalt auf und trat zunächst in einen Konvent in Soissons ein, wo man sie schließlich zur Äbtissin wählte. Später wurde sie Äbtissin der Abtei vom hl. Julian in Le Mans (am Ort der heutigen Kathedrale von Le Mans). 
Über das Leben der hl. Ada ist wenig bekannt; überliefert ist ihre große Frömmigkeit und dass sie eine geweihte Jungfrau war. In Frankreich gilt sie als Patronin der Ordensfrauen. Der Festtag der heiligen Ada ist der 4. Dezember. Ihr Grab in der Klosterkirche wurde durch Hugenotten geschändet.
Die hl. Ada ist nicht mit jener Äbtissin Ada zu verwechseln, die das Ada-Evangeliar in Auftrag gab, das um das Jahr 800 angefertigt wurde.